# Pressoir de Coulanges-la-Vineuse
Le pressoir de Coulanges-la-Vineuse est un pressoir situé sur la commune de Coulanges-la-Vineuse, en France.

## Localisation
Le pressoir se trouve 57, rue André-Vildieu à Coulanges-la-Vineuse.

## Description
Il s'agit d'un pressoir à abattage avec un puits d'ancrage.

## Historique
L'édifice est inscrit au titre des monuments historiques en 2002.